# Bonifacio di Savoia (beato)
Bonifacio di Savoia (Sainte-Hélène-du-Lac, 1217 circa – Sainte-Hélène-des-Millères, 18 luglio 1270) fu priore di Nantua, vescovo di Belley ed arcivescovo di Canterbury.

Non va confuso con il nipote Bonifacio di Savoia (1244-1263), figlio del fratello Amedeo IV di Savoia (1197-1254), che dal 1243 fino alla morte governò la Contea di Savoia condividendo il potere (fino al 1259) con il cugino Tommaso II di Savoia (1199-1259).

## Origini
Bonifacio, secondo Samuel Guichenon, era l'undicesimo figlio del Conte di Savoia e Conte d'Aosta e Moriana, Tommaso I e della moglie, Margherita o forse Beatrice, che secondo la Chronica Albrici Monachi Trium Fontium era figlia del Conte di Ginevra, Guglielmo I e della signora di Faucigny, Beatrice. Tommaso I di Savoia, secondo lo storico francese, Samuel Guichenon, nel suo Histoire généalogique de la royale maison de Savoie, era l'unico figlio maschio dell'ottavo Conte di Savoia e Conte d'Aosta e Moriana e marchese d'Italia, Umberto III, detto il Santo e di Beatrice di Mâcon, che, secondo la Chronica Albrici Monachi Trium Fontium, era figlia di Gerardo I, conte di Mâcon e di Vienne e di Maurette de Salins, figlia del signore di Salins, Gaucher IV e della moglie di cui non si conoscono né il nome né gli ascendenti.

## Biografia
Bonifacio diede inizio alla sua carriera ecclesiastica nella certosa di Grenoble.
Bonifacio compare citato nel documento nº 58 del Peter der Zweite, Graf von Savoyen, Markgraf in Italien, inerente all'accordo di Tommaso I con il vescovo di Sion, del 1224, venne controfirmato anche dalla madre (Comitissa uxor Thomæ) e dai figli chierici, tra cui Bonifacio (quatuor filii clerici videl[icet]. Willelmus, Thomas, Petrus et Bonifacius).
compare ancora citato nel documento nº 76 del Peter der Zweite, Graf von Savoyen, Markgraf in Italien, inerente ad una donazione della madre Margherita (M. comitissa Sabaudie et marchisa in Ytalia), all'abbazia di Altacomba, del 1231, assieme ai figli, tra cui Bonifacio (Amedeus, Aymo, W. electus Valentinus, Thomas, Petrus, Bonifacius et Philippus).
Sempre nel 1231, nel mese di marzo, Bonifacio divenne vescovo di Losanna, come testimonia il documento nº 78 del Peter der Zweite, Graf von Savoyen, Markgraf in Italien.
Nel 1232, Bonifacio divenne priore di Nantua, carica che ricoprì per breve tempo. Infatti fu tosto eletto vescovo di Belley dal capitolo della cattedrale di Belley, desideroso di avere come guida spirituale un religioso di natali illustri: guidò la diocesi dal 1232 al 1243. Nel contempo gli fu affidata anche la diocesi di Valence, lasciata vacante dal fratello Guglielmo, come conferma la Chronica Albrici Monachi Trium Fontium.
Suo padre, Tommaso I morì il 1º marzo 1233; la Chronica Albrici Monachi Trium Fontium riporta che la morte di Tommaso I (comitis Thome de Sabaudia) è avvenuta nel 1232, mentre il documento n° DXXXVII del Regesta comitum Sabaudiae riporta la morte di Tommaso (Thomas comes Sabaudiae) al 1º marzo 1233 (1233, 1 Martii). A Tommaso I succedette il fratello primogenito Amedeo, come Amedeo IV.
Nel 1339, assieme alla madre (genetrice sua) e ai fratelli Amedeo IV (Amedeus comes Sabaudie et in Italie marchio) e Filippo, Bonifacio (B. Bellicensi Electo et Philippo Metensi Primicerio) fece una donazione a Margherita, contessa di Kyburg, rispettivamente loro figlia e sorella, come viene confermato dal documento nº 123 del Peter der Zweite, Graf von Savoyen, Markgraf in Italien.

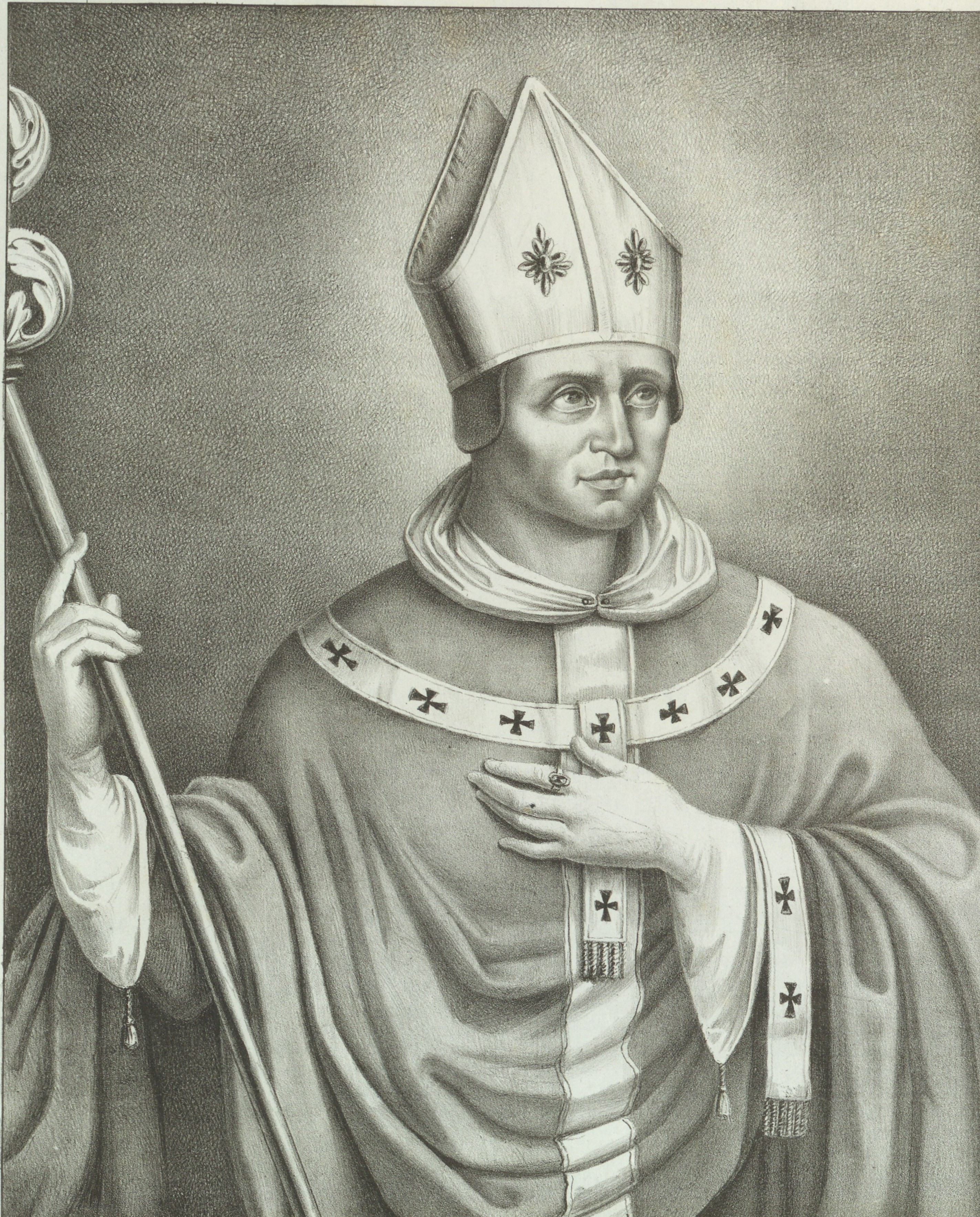
Bonifacio di Savoia in una litografia del 1839

La nipote, Eleonora di Provenza, nel 1236, era diventata moglie del re di Inghilterra, Enrico III, e quindi regina d'Inghilterra, riuscì, negli anni successivi a far accogliere a corte diverse persone provenienti dalla Provenza, ma soprattutto dalla Savoia, tra gli altri suoi tre zii, Bonifacio, assieme ai fratelli, Pietro, il futuro conte di Savoia Pietro II (1263-1268), già Signore del Vaud (1233-1268), che divenne Conte di Richmond (1241-1268), e Guglielmo (†1239), vescovo di Valence e rettore di Vienne; Bonifacio divenne arcivescovo di Canterbury, fu nominato arcivescovo di Canterbury nel 1241, ma la carica fu ratificata da papa Innocenzo IV solo il 17 settembre 1243, come testimonia il monaco benedettino inglese, cronista della storia inglese, Matteo di Parigi.
Bonifacio raggiunse la sua nuova sede solo nel 1244, per poi lasciarla nuovamente negli anni successivi al 1245, partecipando al Concilio di Lione del luglio 1245, in cui papa Innocenzo IV lo consacrò arcivescovo di Canterbury, primate della chiesa inglese e, nel contempo elesse arcivescovo di Lione un altro suo fratello, Filippo, come riferisce Matteo di Parigi.
Appoggiò Innocenzo IV nel favorire, nel 1246, il matrimonio di sua nipote, sorella della regina d'Inghilterra Eleonora, la Contessa di Provenza e di Forcalquier, Beatrice, con il fratello del re di Francia, Carlo, il futuro re di Sicilia.
Rientrò nella sede arcivescovile inglese solo nel 1249.

### Il conflitto con il Re
Già nel periodo in cui Bonifacio si trovava in Francia, Enrico III lo diffidava a tenere rapporti col re di Francia, Luigi IX.
Bonifacio fu molto energico nel difendere le libertà della sua sede arcivescovile ed entrò in conflitto con il re Enrico III a proposito dell'elezione del chierico di Enrico, Robert Passelewe alla sede vescovile di Chichester. Questi fu esaminato da Roberto Grossatesta, che lo trovò inadatto per l'ufficio episcopale e Bonifacio annullò l'elezione nel 1244. Egli fu anche coinvolto in una controversia con i fratellastri del re, in particolare con Aymer de Valence, vescovo di Winchester, e anche con i propri suffraganei, che si risentivano del fatto che egli controllava attentamente il loro operato. Nel 1256 Bonifacio tentò di far nominare lo studioso inglese, appartenente all'Ordine francescano, Adamo Marsh (o Adam de Marsico), allievo di Grossatesta, al vescovado di Ely, ma ciò fu impedito da papa Alessandro IV, che gli preferì il benedettino Ugo di Balshan, già vice-priore del monastero di Ely. In quello stesso anno si recò a Torino a perorare la liberazione del fratello Tommaso II di Savoia, tenuto prigioniero dai torinesi.
Sempre in quel periodo Bonifacio avrebbe dovuto raccogliere le rendite di un anno presso tutte le chiese vacanti entro le province.
Nel 1258 e nel 1259 egli fu membro del Consiglio dei 15, di cui alle Disposizioni di Oxford.
Nell'aprile del 1260 Bonifacio lavorò con Riccardo di Cornovaglia per mediare la pace fra il re Enrico III e il principe Edoardo.
Accompagnò poi sua nipote, la regina, ed il principe Edoardo a Burgos, in Spagna, per il matrimonio di Edoardo con Eleonora di Castiglia. Durante la Seconda guerra dei baroni, pare che Bonifacio avesse fatto inizialmente causa comune con i vescovi inglesi contro le esazioni del papa e del re, ma si sarebbe successivamente e gradualmente avvicinato alle posizioni del sovrano. Nel 1262 si ritirò in Francia, ove si unì ai legati pontifici nella scomunica dei baroni ribelli.
Nel gennaio 1265 non fu convocato dal Parlamento poiché si trovava all'estero, ma nel medesimo anno, con il trionfo del partito del re, rientrò in Inghilterra.

### La fine
Papa Urbano IV gli ordinò di riparare o ricostruire gli edifici a Lambeth e l'attuale Cappella del palazzo di Lambeth è parte del lavoro da lui intrapreso. Bonifacio morì in Savoia, nel 1270, dove era tornato per una visita, il Florentii Wigorniensis monachi Chronicon ex chronicis riporta che Bonifacio (Bonifacius Cantuarensis archiepiscopus) morì il 18 luglio nei pressi di Baleys (XV Kal Aug apud Baleys), precisamente a Sainte-Hélène-des-Millères; anche gli Obituaires de la province de Sens. Tome 3 confermano la morte di Bonifacio il 18 luglio 1270 (XV Kal Augusti. Obiit Bonifacius Cantuarensis archiepiscopus, monachus [1270]).
Bonifacio fu sepolto nella Abbazia cistercense di Altacomba.

## Una valutazione generale
Matthew Paris, monaco benedettino e cronista inglese, disse di lui che era: «noto più per i suoi natali che per la sua intelligenza». Mostrava poco interesse per i doveri del suo ufficio. Le sue esazioni e il suo arrogante comportamento, in concomitanza con il fatto di essere uno straniero, urtavano gli inglesi. Egli era pesantemente coinvolto nelle vicende della sua famiglia sul continente e trascorse quattordici anni su ventinove del suo mandato di arcivescovo inglese fuori dall'Inghilterra, cosa peraltro allora non del tutto eccezionale per prelati di quel rango, se si tiene conto dei numerosi impegni per concili, sinodi, ecc. e della lunga durata dei viaggi. A suo credito si deve riconoscere che, sia pur con tutti i suoi difetti, godeva di ottima fama pastorale: era definito infatti pauperum amator (amante dei poveri). Inoltre fu assai pervicace nel cercare di affrancare la sua sede vescovile dai debiti. Egli aveva infatti ereditato dal suo predecessore un arcivescovado carico di 22.000 marchi di debiti, ma riuscì a lasciare alla sua morte la sede arcivescovile priva di debiti. Inoltre fu sempre forte sostenitore dell'indipendenza della Chiesa d'Inghilterra, arrivando a convocare nel 1258, a questo scopo, un Concilio a Merton.
Egli si adoperò anche per la canonizzazione di Sant'Edmondo mentre si trovava a Lione presso la corte papale in esilio, dal 1244 al 1249.

## Culto
Nel 1838 papa Gregorio XVI lo dichiarò beato. Egli viene commemorato il 4 luglio.

## Ascendenza
|                        |                     |                      | Genitori                      |  |  | Nonni |  |  | Bisnonni             |  |  | Trisnonni            |  |
|                        |                     |                      |                               |  |  |       |  |  | Amedeo III di Savoia |  |  | Umberto II di Savoia |  |
|                        |                     |                      |                               |  |  |       |  |  | Amedeo III di Savoia |  |  | Umberto II di Savoia |  |
|                        |                     | Giselda di Borgogna  |                               |  |  |       |  |  | Amedeo III di Savoia |  |  |                      |  |
| Umberto III di Savoia  |                     |                      |                               |  |  |       |  |  | Amedeo III di Savoia |  |  |                      |  |
|                        |                     | Mahaut d'Albon       | Ghigo III d'Albon             |  |  |       |  |  |                      |  |  |                      |  |
|                        |                     | Mahaut d'Albon       | Ghigo III d'Albon             |  |  |       |  |  |                      |  |  |                      |  |
|                        |                     | Mahaut d'Albon       | Matilde d'Inghilterra         |  |  |       |  |  |                      |  |  |                      |  |
| Tommaso I di Savoia    |                     | Mahaut d'Albon       |                               |  |  |       |  |  |                      |  |  |                      |  |
|                        |                     | Gerardo I di Mâcon   | Guglielmo IV di Borgogna      |  |  |       |  |  |                      |  |  |                      |  |
|                        |                     | Gerardo I di Mâcon   | Guglielmo IV di Borgogna      |  |  |       |  |  |                      |  |  |                      |  |
|                        |                     | Gerardo I di Mâcon   | Poncette de Traves            |  |  |       |  |  |                      |  |  |                      |  |
| Beatrice di Mâcon      |                     | Gerardo I di Mâcon   |                               |  |  |       |  |  |                      |  |  |                      |  |
|                        |                     | Maurette di Salins   | Gaucher IV de Salins          |  |  |       |  |  |                      |  |  |                      |  |
|                        |                     | Maurette di Salins   | Gaucher IV de Salins          |  |  |       |  |  |                      |  |  |                      |  |
|                        |                     | Maurette di Salins   | …                             |  |  |       |  |  |                      |  |  |                      |  |
| Bonifacio di Savoia    |                     | Maurette di Salins   |                               |  |  |       |  |  |                      |  |  |                      |  |
|                        | Amedeo I di Ginevra | Aimone I di Ginevra  |                               |  |  |       |  |  |                      |  |  |                      |  |
|                        | Amedeo I di Ginevra | Aimone I di Ginevra  |                               |  |  |       |  |  |                      |  |  |                      |  |
|                        | Amedeo I di Ginevra | Ida di Faucigny      |                               |  |  |       |  |  |                      |  |  |                      |  |
| Guglielmo I di Ginevra | Amedeo I di Ginevra |                      |                               |  |  |       |  |  |                      |  |  |                      |  |
|                        |                     | Matilde di Cuiseaux  | Ugo I di Cuiseaux e Clairvaux |  |  |       |  |  |                      |  |  |                      |  |
|                        |                     | Matilde di Cuiseaux  | Ugo I di Cuiseaux e Clairvaux |  |  |       |  |  |                      |  |  |                      |  |
|                        |                     | Matilde di Cuiseaux  | Adelina                       |  |  |       |  |  |                      |  |  |                      |  |
| Margherita di Ginevra  |                     | Matilde di Cuiseaux  |                               |  |  |       |  |  |                      |  |  |                      |  |
|                        |                     | Aimone I di Faucigny | Rodolfo I di Faucigny         |  |  |       |  |  |                      |  |  |                      |  |
|                        |                     | Aimone I di Faucigny | Rodolfo I di Faucigny         |  |  |       |  |  |                      |  |  |                      |  |
|                        |                     | Aimone I di Faucigny | …                             |  |  |       |  |  |                      |  |  |                      |  |
| Beatrice di Faucigny   |                     | Aimone I di Faucigny |                               |  |  |       |  |  |                      |  |  |                      |  |
|                        |                     | Clemenza di Briançon | …                             |  |  |       |  |  |                      |  |  |                      |  |
|                        |                     | Clemenza di Briançon | …                             |  |  |       |  |  |                      |  |  |                      |  |
|                        |                     | Clemenza di Briançon | …                             |  |  |       |  |  |                      |  |  |                      |  |
|                        |                     | Clemenza di Briançon |                               |  |  |       |  |  |                      |  |  |                      |  |

## Genealogia episcopale e successione apostolica
La genealogia episcopale è:
- Papa Innocenzo IV
- Arcivescovo Bonifacio di Savoia

La successione apostolica è:
- Vescovo Lawrence of Saint Martin (1251)
- Vescovo John de la Ware, O.Cist. (1254)
- Vescovo John Climping (1254)
- Vescovo Henry Lexington (1254)
- Vescovo William di Kilkenny (1255)
- Vescovo William of Radnor (1257)
- Vescovo Giles of Bridport (1257)
- Vescovo Roger de Meyland (1258)
- Vescovo Walter Branscombe (1258)
- Vescovo Simon de Wauton (1258)
- Vescovo Richard of Gravesend (1258)
- Vescovo Henry Wingham (1260)
- Vescovo Stephen Bersted (1262)
- Vescovo Nicholas da Ely (1266)
- Vescovo William de Braose (1266)
- Vescovo Giovanni II di St Asaph (1267)
- Vescovo Anian di Bangor (1267)
- Vescovo Godfrey Giffard (1268)
- Vescovo Anian II Schonaw di St Asaph, O.P. (1268)

### Fonti primarie
- (LA)  Matthæi Parisiensis, Monachi Sancti Albani, Chronica Major, vol. IV.
- (LA)  Monumenta Germaniae Historica, Scriptores, tomus XXIII)
- (LA)  Regesta comitum Sabaudiae
- (LA)  Obituaires de la province de Sens, Tome 3
- (LA)  Peter der Zweite, Graf von Savoyen, Markgraf in Italien
- (LA)  Florentii Wigorniensis monachi Chronicon ex chronicis

### Letteratura storiografica
- E.F. Jacob, "Inghilterra: Enrico III", in Storia del mondo medievale, vol. VI, 1999, pp. 198–234
- (FR)  Histoire généalogique de la royale maison de Savoie, justifiée par titres, ..par Guichenon, Samuel